# Libuše Hančarová
Libuše Hančarová, roz. Müllerová (5. června 1922, Malčice u Českého Dubu – 9. dubna 2007 Praha), byla šperkařka, sochařka a glyptička.

## Život
V letech 1938–1942 se vyučila v oboru rytí drahých kamenů na státní odborné škole šperkařské v Turnově. Poté v letech 1943–1949 absolvovala ateliér skla, glyptiky a užité plastiky prof. Karla Štipla na pražské Uměleckoprůmyslové škole (od roku 1945 Vysoké škole uměleckoprůmyslové), kde pokračovala do roku 1954 jako aspirantka. V letech 1948–49 studovala didaktiku výtvarné výchovy na Pedagogické fakultě UK u prof. Otokara Chlupa a prof. Václava Živce. Mnoho let externě spolupracovala jako sklářská výtvarnice s firmami Karlovarské sklo-Moser, Sandrik a s Ústavem bytové a oděvní kultury (ÚBOK) v Praze a jako šperkařka s klenotnickým ateliérem Ústředí uměleckých řemesel. Některé její návrhy realizoval zlatník Otakar Riegel. V šedesátých letech se prosadila vlastní tvorbou orientovanou na obecné kovy a netradiční materiály.

## Dílo
Po roce 1948 komunistický režim znárodnil soukromé zlatnické firmy a na práci se zlatem uvalil restrikce, které omezily možnosti výtvarníků vytvářet autorské šperky z drahých kovů. Jedinou možností jak realizovat vlastní návrhy šperků byla spolupráce se státními firmami jako byl klenotnický ateliér Ústředí uměleckých řemesel, Soluna nebo družstvo Granát. Výjimečná šperkařská díla tak mohla vzniknout např. pro expozice na Světových výstavách, kde žádná materiálová omezení neplatila. Libuše Hančarová navrhla pro Světovou výstavu v Montrealu roku 1967 masivní zlatý náhrdelník složený z asymetricky uspořádaných, různě vysokých prvků, kde se střídají duté, polokulovitě prohloubené a zaoblené válečky, některé osazené granáty broušenými do muglí. Náhrdelník realizovalo družstvo Safina a sklidil uznání odborné kritiky na výstavě Kov a šperk v Galerii na Betlémském náměstí roku 1968. Hančarová navrhla šperky i pro Světovou výstavu v Ósace roku 1972.
Hančarová, jejíž rané šperky ovlivnil strukturalismus, dospěla postupně ke konstruktivismu a jednoduchým elegantním šperkům, obvykle v sestavě prsten, náramek a náhrdelník. Ve svých autorských špercích Hančárová užívá výrazné velké barevné polodrahokamy (ametysty, acháty, chalcedony, tygří oko) a korály, vybroušené do muglí nebo do ploch a zasazené do stříbra nebo křišťálové a skleněné intaglie a autorsky realizované čočky.

### Zastoupení ve sbírkách
- Uměleckoprůmyslové muzeum v Praze
- Moravská galerie v Brně[15]
- Muzeum skla a bižuterie v Jablonci nad Nisou
- Muzeum Českého ráje v Turnově
- Oblastní muzeum v Lounech

### Výstavy (výběr)

#### Autorské
- 1974 Libuše Hančarová: Šperk, Galerie Karolina, Praha
- 1978 Libuše Hančarová: Šperk, Galerie Karolina, Praha
- 1981 Libuše Hančarová: Šperk, Galerie Karolina, Praha

#### Kolektivní (výběr)
- 1945 Výstava studentů výtvarníků, Uměleckoprůmyslové museum, Praha
- 1959 IV. přehlídka československého výtvarného umění, Praha
- 1968 Kov a šperk, Galerie na Betlémském náměstí, Praha
- 1968 Jablonec 68: Mezinárodní výstava bižuterie, Výstaviště, Jablonec nad Nisou
- 1969 50 Jahre der Tschechischen angewandten Kunst und industrial design, MAK - Österreichisches Museum für angewandte Kunst / Gegenwartskunst, Vídeň
- 1970 Zamiary i zapasy: 50 lat czeskiej sztuki stosowanej i plastyki przemysłowej, Muzeum Śląskie, Wrocław
- 1973 Bijuterii moderne din R.S. Cehoslovacă, Sala Ateneului Român (Ateneul Român), Bukurešť
- 1977 Arte Checoslovaco - Vidrio, cerámica, joyas y tapices, Sala Cairasco, Las Palmas, Canary Island
- 1978 Soudobý československý šperk, Muzeum skla a bižuterie v Jablonci nad Nisou
- 1980 Užité umění 70/80. Sklo, kov, textil, nábytek, keramika., Moravská galerie v Brně
- 1983 Súčasný československý umelecký šperk, Galéria Miloša Alexandra Bazovského v Trenčíne
- 1983 Český šperk 1963-1983, Středočeské muzeum, Roztoky
- 1990 Kov a šperk: Oborová výstava, Galerie Václava Špály, Praha
- 1992 Šperk a drahokam, Moravská galerie v Brně
- 1996 Český granát ve špercích, Moravská galerie v Brně
- 2013 Český granát na Světových výstavách, Muzeum Českého ráje v Turnově

### Diplomové práce
- Olga Orságová, český granátový šperk ve 20. století, diplomová práce, KDU, FF UP Olomouc 2011 on line
- Barbora Vymazalová, Pyrop neboli Český granát. Český granát ve šperku a skle, bak. práce, Fak. textilní, TU v Liberci 2011 on line
- Dagmar Limberská, Český šperk na počátku 21. století, diplomová práce, kat. Multimedia a design, ÚTB ve Zlíně, 2008 on line

### Katalogy
- Libuše Hančarová: Šperky, Dílo - podnik Českého fondu výtvarných umění, 1978

### Souborné publikace
- Alena Křížová, Proměny českého šperku na konci 20. století, Academia, Praha 2002, ISBN 80-200-0920-5
- Věra Vokáčová, Marián Kvasnička, Súčasný československý umelecký šperk, Galéria Miloša Alexandra Bazovského v Trenčíne 1983
- Věra Vokáčová, Český šperk 1963-1983, Středočeské muzeum, Roztoky 1983
- Užité umění 70/80, výstava přírůstků Uměleckoprůmyslového odboru Moravské galerie v Brně, 1980
- Věra Vokáčová, Současný šperk, Odeon, Praha 1979
- Věra Vokáčová, Věra Maternová, Soudobý československý šperk, Muzeum skla a bižuterie v Jablonci nad Nisou 1978
- Arte Checoslovaco - Vidrio, cerámica, joyas y tapices, Sala Cairasco, Las Palmas, Canary Island 1977
- Věra Vokáčová, Dagmar Hejdová, Bijuterii moderne din R.S. Cehoslovacă, Sala Ateneului Român, Bucureşti, 1973
- Karel Hetteš, Jiří Šetlík, Zamiary i zapasy: 50 lat czeskiej sztuki stosowanej i plastyki przemysłowej, Muzeum Śląskie, Wrocław 1970
- Karel Hetteš, Wilhelm Mrazek, 50 Jahre der Tschechischen angewandten Kunst und industrial design (Meilensteine der Entwicklung in den Jahren 1918 - 1968), MAK - Österreichisches Museum für angewandte Kunst / Gegenwartskunst, Vídeň 1969
- Věra Vokáčová, Kov a šperk, 1968
- Václav Formánek, IV. přehlídka československého výtvarného umění, Praha 1959
- Karel Hetteš, Současné sklo (Deset let práce československých výtvarníků), Severočeské muzeum p.o., Liberec 1955
- Václav Vilém Štech, Otakar Mrkvička, Výstava studentů výtvarníků, Uměleckoprůmyslové museum, Praha 1945